# BMW-Cup 1993
Der BMW-Cup 1993 im Badminton fand vom 13. bis zum 15. November 1993 in Saarbrücken statt.

## Medaillengewinner
| Disziplin    | Gold                         | Silber                           | Bronze                             |
| ------------ | ---------------------------- | -------------------------------- | ---------------------------------- |
| Herreneinzel | Hargiono                     | Wang Xuyan                       | Thomas Berger                      |
| Herreneinzel | Hargiono                     | Wang Xuyan                       | Bram Fernardin                     |
| Dameneinzel  | Heidi Dössing                | Stefanie Müller                  | Nicole Baldewein                   |
| Dameneinzel  | Heidi Dössing                | Stefanie Müller                  | Nicole Grether                     |
| Herrendoppel | Yoseph Phoa Iguh Donolego    | Michael Keck Stephan Kuhl        | Uwe Ossenbrink Kai Mitteldorf      |
| Herrendoppel | Yoseph Phoa Iguh Donolego    | Michael Keck Stephan Kuhl        | Markus Keck Michael Helber         |
| Damendoppel  | Katrin Schmidt Kerstin Ubben | Nicole Baldewein Karen Stechmann | Nicole Grether Sandra Beißel       |
| Damendoppel  | Katrin Schmidt Kerstin Ubben | Nicole Baldewein Karen Stechmann | Andrea Findhammer Anne-Katrin Seid |
| Mixed        | Michael Keck Karen Stechmann | Kai Mitteldorf Katrin Schmidt    | Robert Neumann Anne-Katrin Seid    |
| Mixed        | Michael Keck Karen Stechmann | Kai Mitteldorf Katrin Schmidt    | Stephan Kuhl Kerstin Ubben         |